# Ghiacciaio Midway
Il ghiacciaio Midway è un ghiacciaio lungo circa 17 km situato nella parte nord-occidentale della Dipendenza di Ross, nell'Antartide orientale. Il ghiacciaio Midway, il cui punto più alto si trova a quasi 1800 m s.l.m., si trova nell'entroterra della costa di Borchgrevink, nella parte occidentale dei monti della Vittoria, dove fluisce verso sud-sud-est a partire da una sella che condivide con il ghiacciaio Jutland, che invece fluisce verso nord-ovest, scorrendo tra i colli Monteath, a ovest, e la cresta Evans, a est, fino a unire il proprio flusso a quello del ghiacciaio Pearl Harbor.

## Storia
Il ghiacciaio Midway è stato così battezzato dal reparto meridionale della spedizione di esplorazione antartica svolta nel 1962-63 dal club antartico neozelandese, in onore dell'eroismo dimostrato dagli Stati Uniti d'America in occasione della battaglia delle Midway.